# Provincia de Taskent
Taskent es una de las doce provincias que, junto con la república autónoma Karakalpakia y la ciudad capital Taskent, conforman la República de Uzbekistán. Su capital es la ciudad de Nurafshon. Está ubicada al noreste del país, limitando al norte con Kazajistán, al noreste con Kirguistán, al sureste con Namangán, al sur con Tayikistán y al suroeste con la provincia de Sir Daria. Con 291 hab/km² es la tercera provincia más densamente poblada, por detrás de Andijon y Ferganá.

## Distritos
|    | Nombre del Distrito      | Capital    |
| -- | ------------------------ | ---------- |
| 1  | Distrito Akkurgan        | Akkurgan   |
| 2  | Distrito Bekabad         | Zafar      |
| 3  | Distrito Bostanliq       | Gazalkent  |
| 4  | Distrito Buka            | Buka       |
| 5  | Distrito Chinaz          | Chinaz     |
| 6  | Distrito Qibray          | Qibray     |
| 7  | Distrito Parkent         | Parkent    |
| 8  | Distrito Piskent         | Piskent    |
| 9  | Distrito Quyi Chirchiq   | Dustobod   |
| 10 | Distrito Orta Chirchiq   | Toytepa    |
| 11 | Distrito Yangiyol        | Gulbakhor  |
| 12 | Distrito Yukori Chirchiq | Yangibozor |
| 13 | Distrito Zangiata        | Keles      |

## Localidades
- Almazar